# Kajetan Duszyński
Kajetan Patryk Duszyński (ur. 12 maja 1995 w Siemianowicach Śląskich) – polski lekkoatleta specjalizujący się w biegu na 400 metrów, mistrz olimpijski w sztafecie mieszanej 4 × 400 metrów.

## Życiorys
Ukończył studia na Wydziale Biotechnologii i Nauk o Żywności Politechniki Łódzkiej i trenował w AZS Łódź. 
W 2014 wraz z polską sztafetą 4 × 400 metrów nie awansował do finału juniorskich mistrzostw świata w Eugene. Rok później (2015) indywidualnie nie awansował do finału Młodzieżowych Mistrzostw Europy w Lekkoatletyce 2015 w Tallinnie, a wraz ze sztafetą 4 × 400 metrów (obok Duszyńskiego biegli w niej Patryk Dobek, Bartłomiej Chojnowski oraz Karol Zalewski) na tej samej imprezie zdobył srebrny medal. Dwa lata później zdobył swoje drugie srebro mistrzostw Europy do lat 23.
Medalista mistrzostw Polski juniorów na stadionie i w hali.
Rekordy życiowe w biegu na 400 metrów: stadion – 44,92 (21 sierpnia 2021, Berno) 3. wynik w historii polskiej lekkoatletyki; hala – 46,24 (19 lutego 2023, Toruń) 6. wynik w polskich tabelach historycznych.
W 2021 zdobył złoty medal w sztafecie mieszanej 4 × 400 metrów na igrzyskach olimpijskich w Tokio. W biegu finałowym sztafetę tworzył wraz z Karolem Zalewskim, Natalią Kaczmarek i Justyną Święty-Ersetic.
W 2021 został odznaczony Krzyżem Oficerskim Orderu Odrodzenia Polski.

## Osiągnięcia
| Rok  | Impreza                        | Miejsce   | Konkurencja                      | Lokata     | Wynik           |
| ---- | ------------------------------ | --------- | -------------------------------- | ---------- | --------------- |
| 2014 | Mistrzostwa świata juniorów    | Eugene    | sztafeta 4 × 400 metrów          | eliminacje | 3:10,94         |
| 2015 | Młodzieżowe mistrzostwa Europy | Tallinn   | bieg na 400 metrów               | eliminacje | 46,89           |
| 2015 | Młodzieżowe mistrzostwa Europy | Tallinn   | sztafeta 4 × 400 metrów          | 2. miejsce | 3:05,35         |
| 2017 | Młodzieżowe mistrzostwa Europy | Bydgoszcz | bieg na 400 metrów               | 7. miejsce | 46,80           |
| 2017 | Młodzieżowe mistrzostwa Europy | Bydgoszcz | sztafeta 4 × 400 metrów          | 2. miejsce | 3:04,22         |
| 2017 | Mistrzostwa świata             | Londyn    | sztafeta 4 × 400 metrów          | 7. miejsce | 3:01,59         |
| 2017 | Uniwersjada                    | Tajpej    | bieg na 400 metrów               | 4. miejsce | 46,50           |
| 2018 | Mistrzostwa Europy             | Berlin    | sztafeta 4 × 400 metrów          | 5. miejsce | 3:02,27         |
| 2021 | World Athletics Relays         | Chorzów   | sztafeta 4 × 400 metrów          | eliminacje | 3:05,04         |
| 2021 | Igrzyska olimpijskie           | Tokio     | sztafeta mieszana 4 × 400 metrów | 1. miejsce | 3:09,87         |
| 2022 | Halowe mistrzostwa świata      | Belgrad   | sztafeta 4 × 400 metrów          | 4. miejsce | 3:07,81         |
| 2022 | Halowe mistrzostwa świata      | Belgrad   | bieg na 400 metrów               | półfinał   | 47,21           |
| 2022 | Mistrzostwa świata             | Eugene    | sztafeta mieszana 4 × 400 metrów | 4. miejsce | 3:12,31         |
| 2022 | Mistrzostwa świata             | Eugene    | bieg na 400 metrów               | eliminacje | 46,57           |
| 2022 | Mistrzostwa świata             | Eugene    | sztafeta 4 × 400 metrów          | 9. miejsce | 3:02,51         |
| 2023 | Halowe mistrzostwa Europy      | Stambuł   | bieg na 400 metrów               | półfinał   | 47,01           |
| 2024 | World Athletics Relays         | Nassau    | sztafeta 4 × 400 metrów          | repasaże   | 3:02,91         |
| 2024 | World Athletics Relays         | Nassau    | sztafeta mieszana 4 × 400 metrów | eliminacje | 3:13,53         |
| 2024 | Mistrzostwa Europy             | Rzym      | sztafeta 4 × 400 metrów          | eliminacje | DQ              |
| 2024 | Igrzyska olimpijskie           | Paryż     | sztafeta 4 × 400 metrów          | eliminacje | 3:01,21         |
| 2025 | World Athletics Relays         | Kanton    | sztafeta 4 × 400 m               | repasaże   | 3:02,15         |
| 2025 | World Athletics Relays         | Kanton    | sztafeta mieszana 4 × 400 m      | 7. miejsce | 3:16,48 (elim.) |